# Binnenecho

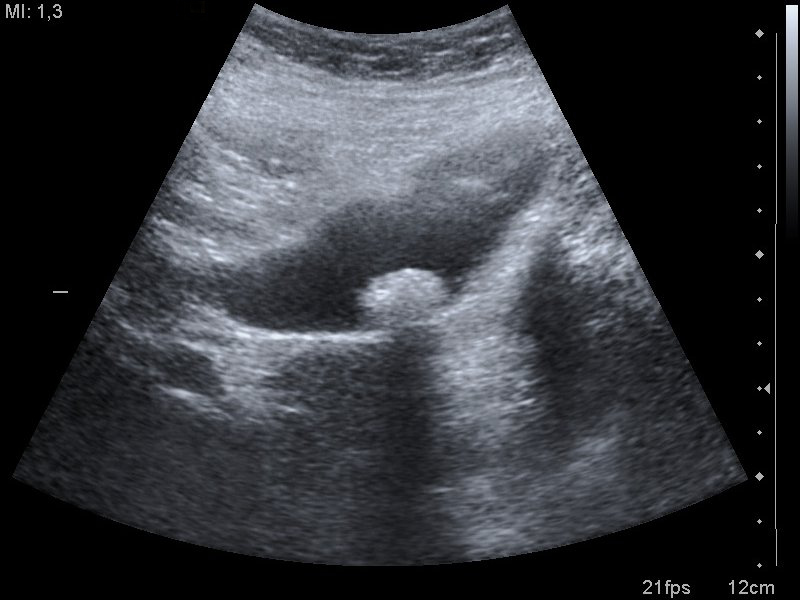
Gallenstein mit starkem Binnenecho, zudem zeigt sich ein deutlicher Schallschatten.

Ein Binnenecho bezeichnet in der medizinischen Ultraschalldiagnostik Muster unterschiedlicher Echogenität innerhalb einer anatomischen oder pathologischen Struktur, die durch unterschiedliche Reflexionen verschiedener Gewebearten entstehen. Die Analyse von Binnenechos ist ein wichtiges diagnostisches Werkzeug in der medizinischen Bildgebung. Am häufigsten wird der Begriff für Muster innerhalb einer sonst echofreien Struktur, also flüssigkeitsgefüllten Gebilden wie Zysten und Hohlorganen, verwendet. Abweichungen von der normalen Echogenität können dabei ein ganzes Organ betreffen und werden als schwach, stark oder fehlend eingestuft. Sie können aber auch nur in einem Herd (unifokal) oder in vielen Herden (multifokal) auftreten. Letztere gehen dann häufig in das normale Bild eines Organs über, man spricht dann von einem inhomogenen Binnenecho.
Es handelt sich um ein Ultraschallecho aus dem Zentrum bestimmter Gewebe. Gelegentlich wird der Begriff auch für Echos innerhalb der Herzhöhlen und von Gefäßen angewandt. Zusätzlich wird aber auch manchmal bei Echos innerhalb eines Hohlraums (zum Beispiel der Gebärmutter) oder in sonst homogen soliden Strukturen von Binnenechos gesprochen.

## Hintergrund
Ein Binnenecho entsteht, wenn die Schwingungen an einer bestimmten Stelle der untersuchten Struktur zurückgeworfen werden. Aus den reflektierten Schwingungen entsteht ein Bild.

## Anwendung
Binnenechos sind Hinweise auf die Struktur des Befundes. Maligne Tumoren weisen häufig ein grobes Binnenecho auf. Man erkennt hier zum Beispiel eine inhomogen-echoarme Binnenstruktur. Dabei ist ein Binnencho aber selten ein sicheres diagnostisches Kriterium. So können Organerkrankungen auch gänzlich ohne Veränderungen des Binnenechos einhergehen. Schilddrüsengewebe, Gallensteine oder unterschiedliche Tumortypen können ein starkes, ein schwaches oder kein Binnenecho aufweisen.